# 何康
何康（1923年2月—2021年7月3日），出生于河北大名，祖籍福建福州，中华人民共和国教育家、农学家、农业管理专家，以及中华人民共和国政治人物。曾任中華人民共和國農牧漁業部、中华人民共和国农业部部長，在擔任部長期間，進行農業改革，因此於1993年獲得世界糧食獎。

## 生平
何康1923年出生于河北大名，父亲何遂是辛亥革命元老。1936年毕业于南京金陵中学，同年入读马尾海军学校，1937年退学。1938年进入时在重庆办学的天津南开中学。
1939年，受家庭革命影响的何康也要去延安学习，偷跑到湖北，被八路军办事处接待。周恩来把何康找到重庆八路军办事处谈话，由董必武介绍何康入党，并任重庆南开中学地下党支部书记，与兄长共同组成特别党小组。1941年皖南事变后，何康奉命退学离校。时值广西的白崇禧、李济深请何康父亲何遂去做桂林行营总顾问，何康遂随父来到桂林，进入广西大学就读经济系。在董必武的指导下，他放弃经济学专业，转而攻读广西大学农学院的农业科学课程，立志为国家农业建设服务。
1946年夏天毕业后，回到南京家中。此时国共全面内战已经爆发，由于担心失去党的关系，冒险闯进梅园新村找到即将回解放区的董必武。董必武指示他回家隐蔽，会有人上门联络。不久联络人带何康去见了中共上海局组织部长钱瑛。何遂和缪秋杰合办了瑞明公司，何康在公司任总经理，财务主任缪希霞。何康从事党的地下工作，为解放区提供急需物资。
1949年5月上海解放后，任上海市军管会农林处处长、华东军政委员会农林部副部长。1952年至1957年任林业部特种林业司司长，农业部、农垦部热带作物司司长。1957年至1978年，在海南工作，任华南热带作物科学研究院院长、党委书记，华南热带作物学院院长、党委书记。1971年底任广东省农垦总局副局长，主管教育和科研，同时兼两院院长。
1978年1月至1979年2月任农林部副部长。1979年2月至1982年5月任国家农业委员会副主任、党组成员兼农业部副部长、党组成员，1982年4月起兼任国家计划委员会副主任。1982年5月至1983年6月任农牧渔业部副部长、党组成员兼国家计委副主任。
1983年起任農牧漁業部部長、党组书记，国家计委副主任（兼），中国科协副主席。在擔任部長期間，推行農業改革，使農業產品在80年代增長達百分之八，並設立農業研究所，推動了中國的農業改革，這使他於1993年獲得世界糧食獎榮譽。1986年6月，中国科学技术协会第三次全国代表大会在北京召开，选举产生第三届全国委员会。6月28日，第三届全国委员会第一次会议召开，推举其担任副主席。
1993年卸任農業部長職務後，何康被選為全國人民代表大會常務委員會委員，致力研究農業及農業的法律。並且擔任聯合國糧食及農業組織顧問。1995年5月，中国科学技术协会第四次代表大会召开，并选举产生第四届全国委员会。5月27日，第四届全国委员会第一次会议召开，其被选为副主席。
2021年7月3日08时01分在北京逝世，享年99岁。

## 家庭
- 父：何遂